# Trebbiano Romagnolo
Die Weißweinsorte Trebbiano Romagnolo ist eine autochthone Sorte Norditaliens und gehört zur großen Familie der Trebbiano Reben. Ihr Anbau wird in den Provinzen Ravenna, Parma und Forlì-Cesena sowie der Metropolitanstadt Bologna in der Region Emilia-Romagna empfohlen. Im Jahr 1999 wurde eine bestockte Rebfläche von 21.557 Hektar erhoben.
Die spätreifende Sorte ist wuchsstark und sehr ertragskräftig. Die reinsortigen Weißweine sind von strohgelber bis goldgelber Farbe und einem delikaten Bouquet. Der Wein findet Eingang in die DOC Weine Bianco Capena, Bosco Eliceo, Castelli Romani, Colli Albani, Colli Bolognesi, Colli Piacentini, Colli d’Imola, Colli di Faenza, Colli di Scandiano e di Canossa und Trebbiano di Romagna.
Siehe auch den Artikel Weinbau in Italien sowie die Liste von Rebsorten.

## Ampelographische Sortenmerkmale
In der Ampelographie wird der Habitus folgendermaßen beschrieben:
- Die Triebspitze ist offen. Sie ist weißwollig behaart und leicht karminrot gefärbt. Die Jungblätter sind spinnwebig behaart und von grünlicher Farbe. Die Blattoberfläche der jungblätter ist goldfarben gefleckt.
- Die mittelgroßen Blätter sind drei- oder fünflappig  und mitteltief gebuchtet. Die Stielbucht ist U-förmig offen. Das Blatt ist stumpf gezahnt. Die Zähne sind im Vergleich zu anderen Sorten mittelweit gesetzt. Die Blattoberfläche (auch Blattspreite genannt) ist glatt.
- Die walzen- bis kegelförmige Traube ist mittelgroß bis groß (die Traube ist fast 20 cm lang), geschultert und mäßig dichtbeerig. Die rundlichen Beeren sind mittelgroß und bei Vollreife fast bernsteinfarben bis rötlich. Die Schale der Beere ist dickwandig.

Die wuchskräftige Rebsorte reift ca. 35 Tage nach dem Gutedel und gilt somit als sehr spät reifend.

## Synonyme
Die Rebsorte Trebbiano Romagnolo ist auch unter den Namen Greco Bianco 1, Trebbiano della Fiamma, Trebbiano di Romagna und Trebbiano Romagnolo Bijeli bekannt.

## Die Familie der Trebbiano-Reben
In der im Jahr 2001 veröffentlichten Studie Genetic studies on Trebbiano and morphologically related varieties by SSR and AFLP markers wurde festgestellt, dass zwischen den vielen Trebbiano-Sorten kaum verwandtschaftliche Bindungen bestehen. Allein morphologisch teilen sich die Sorten ähnliche Merkmale wie die weißlich-gelbe Beerenfarbe, die Größe der Trauben, die späte Reife sowie die starke Wüchsigkeit. Gemäß einer Hypothese von Thomas Hohnerlein-Buchinger aus dem Jahr 1996 stammt der Name nicht von der bei Plinius erwähnten Sorte Trebulanus ab, sondern vom fränkischen Begriff Draibio, der für starke Wüchsigkeit stehe. Karl der Große habe bei der Eroberung des Langobardischen Reiches für eine zügige Neuanlage brachliegender Rebflächen gesorgt und dabei stark wüchsige Sorten empfohlen.